# Nothomorphoides irishi
Nothomorphoides irishi — вид златок из подсемейства Polycestinae (триба Acmaeoderini).

## Распространение
Встречаются в Африке: Намибия.

## Систематика
Единственный вид рода Nothomorphoides.
- род Nothomorphoides Holm, 1986
  - вид Nothomorphoides irishi Holm, 1986